# La Seine à vélo
La Seine à vélo est une véloroute suivant le cours de la Seine en France. Elle porte le numéro 33 du schéma national des véloroutes et voies vertes.
L'itinéraire réalisé en 2024 part de Paris et a deux arrivées autour de l'embouchure : au Havre (Seine-Maritime) ou à Deauville (Calvados). Le prolongement du parcours en amont de Paris jusqu'à Troyes, voire jusqu'à la source du fleuve à Source-Seine, est à l'étude.

## Itinéraire
La partie aval de Paris au Havre compte 420 km en 12 étapes, 13 pour atteindre Deauville. Les points d'intérêt touristiques les plus connus sont : 
- Paris
- Giverny[3]
- Rouen[2]
- Abbaye de Jumièges
- Le Havre[2]
- Honfleur[3]

En 2025, 37 % du parcours est en voies cyclables dédiées. Au fil du parcours, la véloroute croise notamment l'EuroVelo 3 avec un parcours commun de Paris à Moret-sur-Loing, l'Avenue verte London-Paris et la Véloscénie à Paris, et l'EuroVelo 4 (Vélomaritime) sur la côte normande.

## Histoire
La vallée de la Seine est identifiée comme un axe structurant des circulations cyclables en Île-de-France dès 1996. L'itinéraire de Paris à la mer est développé avec le soutien des collectivités locales à partir de 2016 et ouvert en 2020. En 2023, la partie normande du parcours compte près de 700 000 passages, dont une partie pour des courtes distances. Des aménagements sont encore en cours dans l'Eure sur la période 2024-2027, aussi bien en voirie (par exemple la liaison Giverny-Les Andelys) que pour accueillir les cyclotouristes.
La partie de Paris à Troyes est ajoutée au schéma national des véloroutes en 2021, mais en 2024 elle est portée par un collectif associatif sans soutien politique même si l'Institut Paris Région propose un parcours visant à des usages touristiques, mais aussi de pratiques cyclables au quotidien. Des tronçons communs sont possibles avec l'EuroVelo 3 de Paris à Moret-sur-Loing. Plus en amont, le parcours empruntera la voie verte de la Seine de  Troyes à Barberey-Saint-Sulpice et la voie verte du canal de la Haute-Seine jusqu'à Saint-Oulph et Crancey en cours de prolongement jusqu'à Nogent-sur-Seine mais aucun aménagement n'existe, ni n'est programmé au-delà, de Nogent à Moret-sur-Loing.